# نیم‌کره جنوبی آسمانی

زمین با قطر به نسبت کوچک خود در مرکز کره آسمانی قرار گرفته، در این نگاره ستاره‌ها (سفید)، دائرةالبروج (قرمز)، و خطوط بُعد و مِیل (سبز) در دستگاه مختصات استوایی نشان داده‌شده‌اند.

نیم‌کرهٔ جنوبی آسمانی آسمان جنوب یا ستاره‌های آسمان جنوب (از دید بینندهٔ زمینی) (به انگلیسی: Southern Celestial Hemisphere)، بخشی از یک منطقهٔ نجومیِ در حال چرخش (از دیدگاه زمینی) در آسمان‌است. این بخش، در نیمکرهٔ جنوبیِ کره آسمانی قرار گرفته‌است. این نیم‌کره را می‌توان از قطب جنوب به صورت کامل مورد بررسی قرار داد. با دور شدن بیشتر از قطب به سوی شمال، بخش‌های کم‌تری از آسمان جنوب قابل مشاهده‌است.

## اخترشناسی
در زمینهٔ گفتگوهای اخترشناسی یا نوشتار در مورد نقشه‌برداری آسمانی، با به کارگیری این اصطلاح می‌توان به سادگی به آن منطقه به عنوان «نیمکره جنوبی» ارجاع داد.
ستاره‌شناسان در نقشه‌برداری‌های آسمانی، «آسمان» را به عنوان داخل یک کره در دو نیمه، تقسیم‌شده توسط استوای آسمانی در نظر می‌گیرند؛ بنابراین، نیمکرهٔ جنوبی آسمان یا آسمان جنوبی نیمی از کرهٔ آسمانی است که در جنوب خط استوای آسمانی قرار گرقته‌است.
با آنکه این نگارشِ خیالیِ نقشه یک طرح ایده‌آل از استوای زمینی بر روی یک کرهٔ خیالی آسمان است، باید توجه کرد که نیم‌کره‌های شمالی و جنوبی آسمانی با توصیفی که از نیمکرهٔ جنوبی زمینی در زمین داریم اشتباه گرفته نشود.
در شرایط خوب دید، این نیم‌کره شامل بیش از ۲۰۰۰ ستارهٔ ثابت قابل مشاهده است، که با استفاده از دوربین دو چشمی حدود ۲۰٬۰۰۰ تا ۴۰٬۰۰۰ ستاره قابل مشاهده خواهند شد. در شهرهای بزرگ، بسته به میزان آلودگی نوری و هوا، در حدود ۳۰۰ تا ۵۰۰ ستاره را می‌توان دید. درخشان‌ترین ستاره‌ها همه از خورشید بزرگترند. شباهنگ با قدر ظاهری ۱٫۴۷- درخشان‌ترین است در صورت فلکی سگ بزرگ قرار دارد که با جرمی بیش از دو برابر خورشید و بیشتر از ۸ سال نوری دور است. همچنین ستارهٔ ثابت سهیل و ستارهٔ دوتایی قنطورس (α قنطورس) و (α قنطورس سی) با دوری حدود ۴ سال نوری، همه در آسمان جنوب قرار دارند، ولی با داشتن حدود ۶۰ درجه میل به اندازه‌ای به قطب جنوب نزدیک هستند، که هر دو را نمی‌توان از اروپای مرکزی مشاهده کرد.